# Лаксман Лондхе
Лаксман Лондхе (маратхи लक्ष्मण लोंढे 13 октября 1944 — 6 августа 2015) — известный писатель-новеллист и автор книг научно-фантастического жанра на языке маратхи.
Он, вместе с группой авторов, известность которых растёт, включая Бала Пхондке, Ниранджана Гхате, Джайанта Нарликара и нескольких других, был частью современного движения в литературе маратхи в конце 70-х годов за популяризацию науки.
Лондхе был автором ряда книг в жанре научной фантастики, таких как «Второй Эйнштейн», «Дистанционное управление», «Далёкий горизонт». Он также написал многочисленные комментарии относительно социальных вопросов, в названиях которых часто использовалось его имя. Также его перу принадлежат несколько новел, например «Конфликт». Наряду с Чинтамани Дешмукхом, является соавтором нашумевшей новеллы «Devansi jive marile».
Он также превратил несколько своих историй в пьесы и телесериалы. Множество его рассказов были переведены, включая заглавный рассказ из «Второго Эйнштейна», который вошел в антологию нескольких сборников, таких как «Путь к научной фантастике 6: Вокруг света» (1989) Джеймса Ганна и «Это случилось завтра» (1993) Дж. Нарликара. Рассказ повествует о выдающимся учёном, который умирает от рака лёгких прежде, чем завершить важнейшую теорию, и как его мозг был сохранён докторами в Всеиндийском Институте Медицинских Наук.

## Награды
Лодхе был награждён правительством Махараштры наградой «Великое литературное произведение». В 2005 он получил награду от литературной ассоциации Видарбхи.